# Greffier
Pour les articles homonymes, voir Greffier (homonymie).

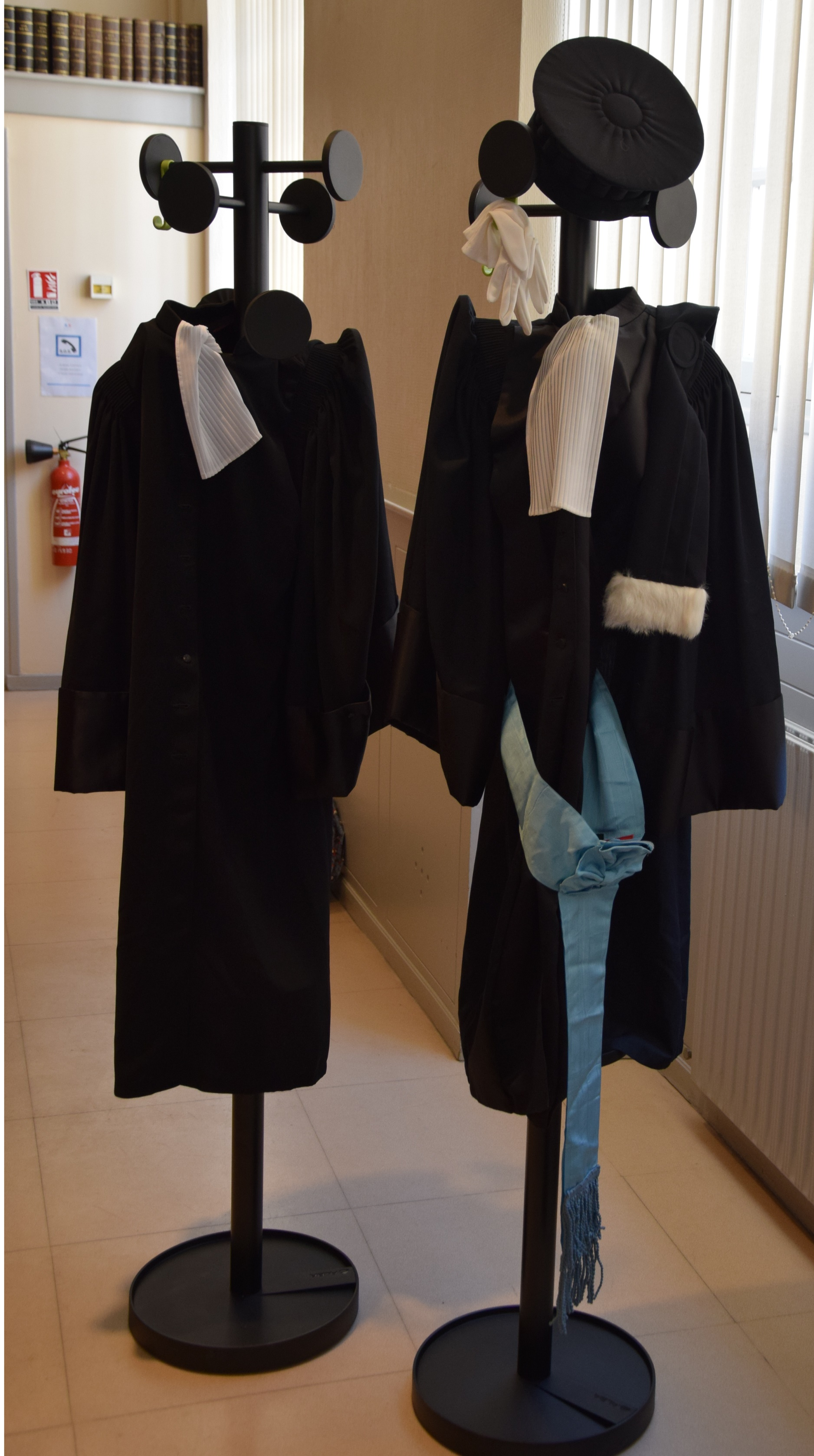
Robes de greffier (à gauche) et de directeur des services de greffe judiciaires (à droite), à la cour d'appel de Versailles, en France.

Un greffier (ou une greffière) est un officier de justice. Selon le système judiciaire auquel il est soumis, il détient différentes responsabilités.

## Étymologie
Le mot « greffier » pourrait venir soit du grec γράφω / gráphô, « écrire », soit de graphium, terme qui désigne en latin le stylet, poinçon de métal pour écrire sur les tablettes de cire. L'usage de la cire s'est perpétué jusqu'au début de notre ère et servait alors de brouillon avant recopie du texte sur parchemin. Le style, composé d'une pointe pour écrire et d'un aplat pour effacer, se retrouve jusqu'au Moyen Âge dans les appellations « stillus », celui qui utilise le style, concurrent du scriba, celui qui écrit ; le greffe est à cette époque dénommé « memoralia processuum », archives des procès.

## Histoire
Le greffier est à rapprocher du scribe, celui qui maîtrise l'écriture. Dans la Grèce antique, la fonction n'était ouverte qu'aux citoyens libres jouissant de « l'estime publique ». Ceux-ci devaient coucher trois nuits dans le temple de la Foi avant de prêter serment lors d'une cérémonie publique. Le scribe existe également dans l'Égypte antique et son rôle est prédominant : il était là aussi un savant, sachant lire, écrire et tenir les comptes. Aussi bien greffier que contremaître, ingénieur, architecte, receveur des contributions, le scribe est un personnage central de la société égyptienne. La profession de scribe est dès lors convoitée et difficile d'accès : dans les faits, la paysannerie ne peut y accéder et les écoles, sous l'autorité des temples, formaient les futurs scribes dès l'âge de cinq ans pour 12 ans. Ils y apprenaient à écrire mais aussi la géographie, l'histoire, l'arithmétique, quelques langues étrangères et des éléments de pratiques administratives.
Chez les Romains, le greffier est également un citoyen de premier plan, libre et instruit. Il exerce les attributions du notaire et du greffier, rédigeant les contrats privés que les sentences publiques. Ils étaient déjà chargés de la conservation des actes et de la délivrance de copies contre une importante rémunération. Progressivement cependant, des esclaves viennent à remplacer les greffiers pour diminuer les frais à la charge des citoyens, pratique qui finit par être prohibée à la fin du IVe siècle sous le règne des empereurs Honorius et Arcadius qui mettent alors en place des décuries, corps d'officiers ministériels nommés parmi les citoyens. Leur titre variait selon le magistrat qu'ils assistaient : ainsi du scriba quaestorius auprès du questeur, du scriba aedilitius auprès de l'édile ou encore du scriba praetorius auprès du prêteur.

## Par pays

### Canada

#### Québec
Selon l'organisme Éducaloi, le « greffier-audiencier est en quelque sorte la “mémoire du procès”. Il doit rédiger un document officiel important : le procès-verbal. Il y note de façon détaillée le déroulement des différentes étapes. […] En tout temps, il est aussi responsable de maintenir le “dossier de cour” en ordre. Ce dossier contient tous les documents du procès ».

### France
Le greffier a pour mission de tenir les registres, de recevoir les pièces de procédure, de garantir le bon déroulement des débats aux audiences, d'en rapporter par écrit les échanges, déclarations et observations. Il authentifie les actes de la juridiction.
Le greffier dresse le procès-verbal de l'audience. La juridiction ne peut siéger sans la présence du greffier, lequel est chargé d’authentifier le déroulement des débats. L'absence de la signature du greffier sur un jugement entraînerait sa nullité. Il exerce également des fonctions d'accueil et d'information des justiciables.
En France, le greffier du tribunal de commerce est un travailleur indépendant qui remplit diverses fonctions au Tribunal de commerce.

### Suisse
En Suisse, le greffier est un auxiliaire judiciaire responsable de tâches administratives pour les juges, en particulier d'établir un procès-verbal. Il existe également un rôle de greffier-juriste, qui participe plus activement au jugement.
Le Code de procédure pénale suisse prévoit que le tribunal soit assisté d'un greffier (le tribunal des mesures de contrainte fait exception). Le greffier prend part aux délibérations du tribunal, avec une voix consultative.

### Juridictions anglo-saxonnes
Un greffier (registrar en anglais britannique ; clerk of court en anglais américain) est un auxiliaire de justice dont les responsabilités sont, sans s'y limiter, de tenir les registres du tribunal, ainsi que de faire prêter serment aux témoins, aux membres du jury et aux membres du grand jury. Traditionnellement, le greffier est aussi gardien du sceau destiné à authentifier les actes judiciaires émanant du tribunal, tels que les jugements, ordonnances et injonctions.
Un greffier peut être qualifié selon le tribunal auquel il s'attache : greffier près le juge de paix, greffier près le tribunal de police, etc.
Dans certains systèmes judiciaires, le greffier est celui qui prononce le verdict en audience publique devant le tribunal. Dans plusieurs États, un greffier peut célébrer les mariages civils.
Dans les tribunaux sans greffier et si aucun auxiliaire n'est disponible pour remplir ses fonctions, le juge possède l'autorité pour agir en qualité de greffier près le tribunal.
Dans les cours fédérales américaines, à tous les tribunaux de district, les cours d'appel et les tribunaux de la faillite, ainsi que la Cour suprême des États-Unis, tiennent un greffe dont les greffiers sont nommés par les juges y siégeant. Le greffier est responsable des registres, qu'il tient à jour, et reçoit les honoraires et les dépôts d'argent. Le rôle du greffier est différent de celui de l'assistant de justice (law clerk) qui aide le juge à formuler ses décisions et à rédiger ses prononcés.
Dans le Magistrates' court britannique, où le siège (c'est-à-dire ceux qui écoutent et émettent des jugements) n'est pas composé de juges professionnels, le greffier est légalement habilité à servir d'assesseur. Les magistrats décident selon ce qui leur est soumis ; le greffier les conseille au sujet du droit applicable en l'espèce.

### Belgique
Le juge est assisté par un greffier. Celui-ci prépare les tâches du magistrat en constituant le dossier pour l'audience. Pendant l'audience, il en note le déroulement, les échanges et veille à ce que les documents soient rédigés valablement. Par ailleurs, il réalise et coordonne les tâches administratives et comptables du greffe, il passe les actes dont il est chargé, garde les minutes, les registres et tous les actes afférents à la juridiction auprès de laquelle il est désigné et il en délivre des expéditions, extraits ou copies. Chaque tribunal a un greffe, placé sous l’autorité d'un greffier en chef. Il y a un ou plusieurs greffiers dans chaque juridiction (justice de paix, tribunal de police, tribunal de première instance, tribunal de l'entreprise, tribunal du travail, etc.).